# Dionysio-Hadriana
Droit canon
Droit du haut Moyen Âge
Hadriana Hispanica, 
                                 Fausses décrétales
La Dionysio-Hadriana, parfois appelée Dionysiana-Hadriana ou même collectio Hadriana, est un recueil canonique officiel de l'Église catholique, remis par le pape Adrien Ier à Charlemagne en 774. En 802, lors du deuxième concile d'Aix-la-Chapelle, il est reconnu dans l'Église franque, sans être imposé.
Le texte est largement inspiré de la Collection dionysienne rédigée au début du VIe siècle par Denys le Petit, mais certains textes sont ajoutés et d'autre remplacés.

## Historique
Le pape Adrien Ier remet en 774 le manuscrit de la Dionysio-Hadriana à Charlemagne, lors du séjour romain de ce dernier,. Ce cadeau répondait à une demande explicite d'un code de droit canonique de la part du souverain.
En 802, lors de la série des trois synodes d'Aix-la-Chapelle, la Dionysio-Hadriana est officiellement acceptée, mais non reconnue en tant que code national,.

## Contenu
Le contenu de ce traité reprend largement la Collection dionysienne rédigée au début du VIe siècle par Denys le Petit. Toutefois, les préfaces de Denys sont remplacées par une épître en vers adressée par le pape à Charlemagne. La collection conciliaire est précédée d'une liste de titres. Elle contient le Credo de Nicée et celui de Constantinople, la profession de foi de Chalcédoine, la liste des Pères des différents conciles et quelques canons de ceux-ci. Les canons de Carthage sont divisés en deux groupes. La collection de décrets a été augmentée de quinze fragments insérés dans l'ordre chronologique.

## Utilisation du texte
Au cours des siècles suivants, la Dionysio-Hadriana est transcrite et réutilisée dans plusieurs lieux différents. Au début du IXe siècle, elle est ainsi est reprise dans le Breviarium ad inquirendas sententias et dans l'Épitome Hadriani. Dans la péninsule ibérique, une collection composite est créée, dite « Hadriano-hispanica », également au IXe siècle. De nombreuses collections de droit canonique formées entre le IXe et le XIe siècle la reprennent. Au cours du Moyen Âge central, elle est encore reprise par Burchard de Worms, Yves de Chartres et dans le Decretum Gratiani.